# ألكسندر دا سيلفا
ألكسندر دا سيلفا (بالبرتغالية: Guga) (14 يونيو 1964 في أوساسكو في البرازيل – )؛ هو لاعب كرة قدم سابق كان يلعب كمهاجم.

## وصلات خارجية
- ألكسندر دا سيلفا على موقع رابطة كرة القدم اليابانية للمحترفين (اليابانية)
- ألكسندر دا سيلفا على موقع عالم كرة القدم.نت (الإنجليزية)